# Redcar
Redcar är en stad inom kommunen Redcar and Cleveland i North Yorkshire i England i Storbritannien. Staden ingår i stadsområdet Teesside. Staden hade 37 651 invånare år 2021. Redcar var en civil parish 1866–1968 när blev den en del av Teesside och Marske. Civil parish hade 31 460 invånare år 1961. Redcar var ett distrikt 1894–1968 när blev den en del av Teesside och Saltburn and Marske by the Sea.